# راکیتوف
راکیتوف (به لاتین: Rakytov) یک کوه در اسلواکی است که در Ružomberok District واقع شده‌است. راکیتوف ۱٬۵۶۷ متر بالاتر از سطح دریا واقع شده‌است.